# Степний (Новокузнецький район)
Степни́й (рос. Степной) — селище у складі Новокузнецького району Кемеровської області, Росія. Входить до складу Красулинського сільського поселення.
Стара назва — Підсобне хозяйство.

## Населення
Населення — 1681 особа (2010; 1728 у 2002).
Національний склад (станом на 2002 рік):
- росіяни — 92 %